# 朴齊純
朴齊純（：／ Bak Je-sun，1858年12月7日—1916年6月20日），號平齋，本貫潘南朴氏，是朝鮮王朝的政治人物及外交家。他是乙巳條約的締約者，也在日韓合邦中發揮重要作用。
1895年，出任外務次官，同年任外務大臣。
1907年至1910年，任內務大臣。
1909年，任臨時總理大臣。

## 外部連結
- 朴齊純 
- 朴齊純 